# ギャラリー (美術)

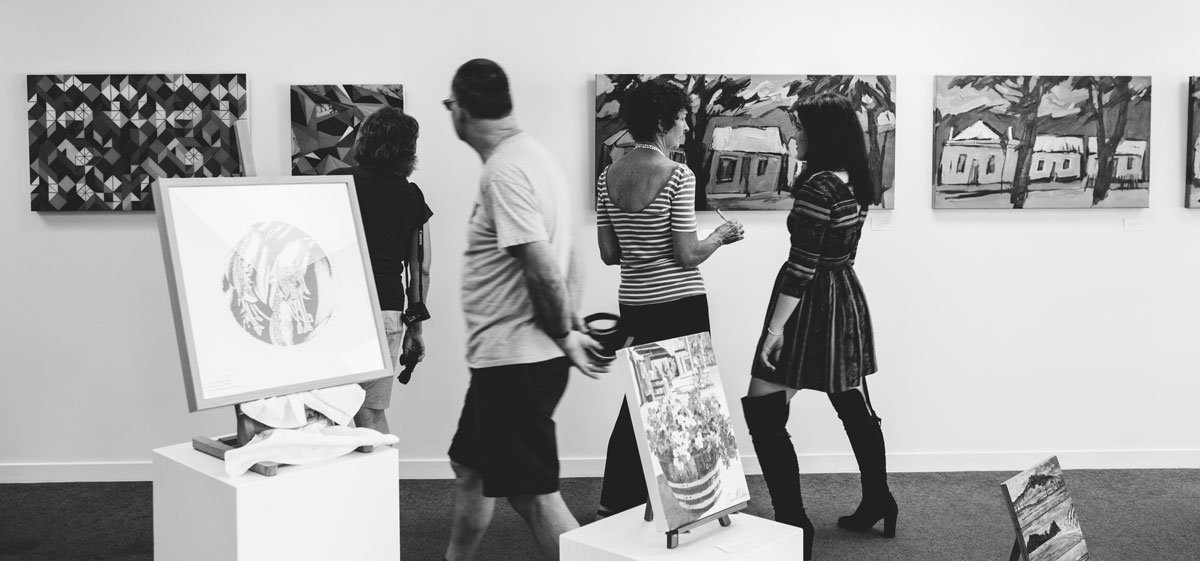
ニュージーランドのオークランドにある現代アートを扱うギャラリー

ギャラリー（gallery, art gallery）は、美術作品を陳列・展示したり販売したりする施設や組織。
公共機関か美術商が建造物等を管理しているのが普通である。美術館と比べると敷地面積や屋内体積は小さく、入場料を取らない場合が多いものの、例外もある。画廊（がろう）とも呼ばれるが、扱う製作物が絵画に限られないこともあり、近年ではギャラリーという語が選ばれる場合が多い。

## 単語の来歴
日本におけるギャラリーという単語は、英語及びフランス語からの音写である場合が多い。ガレリア（galleria）は本来イタリア語で「回廊」を意味する。フィレンツェでコジモ・デ・メディチが自らの邸宅の回廊を市民に開放し、その収蔵品を閲覧させたことから、貴族階級が絵画を知人たちに見せる目的でもつ部屋を意味するようになり、これらの絵画室が公共化されるにつれ「美術館」と同義に使われるようになった。
イタリアのフィレンツェのガレリア・ディ・ウフィツィ（ウフィツィ美術館）、イギリスのロンドンのナショナル・ギャラリー、テート・ギャラリー（テート・ブリテン）などがギャラリーという語を呼称に含む著名な美術館である。なお、日本ではこの用法はあまり見出されない。数少ない例として「東京ステーションギャラリー」「東京オペラシティアートギャラリー」が挙げられる。

## ギャラリーの分類
市町村等が運営する市民ホールなどの公共的なギャラリーと、民間の商業的なギャラリーに分けられる。所在地や扱う商品などによって分類される場合もある。

### 公共的なギャラリー
日本の公共的なギャラリーは、ほとんど貸しスペースであり自主企画を行うことは稀である。また展示作品の販売（の仲介）は行わないのが普通で、禁止している場合もある。ただし例外もあり、海外ではたとえば、ロンドンの公共ギャラリーである Whitechapel Gallery では展示作品の販売仲介を行っている。
日本では、公共の美術館も大きな作家団体や新聞社などの文化事業団体にスペース貸ししていることも多い。これに対してギャラリーは、小団体や個人が借りやすい規模および賃料の施設を提供している。1960年代ごろ日本で誕生した貸画廊（後にギャラリー）は、日本独特のシステムであったが、最近ではニューヨークやパリにも、海外展示の経歴を加えたい日本人作家や日本の画廊をターゲットにした貸画廊が存在する。（貸し画廊は一般的に日本独特のシステムであると考えられているので、海外の貸し画廊発表歴を企画画廊での発表であると、誤認させる意図がある。）
欧米では貸画廊が存在しない代わりに、作家個人や団体が運営するギャラリーが数多く存在する（オルタナティブ・スペース、自主ギャラリー）。寿命の短いものも多いが、公共の資金援助を受けて長期に活動している例もある。共同アトリエなど制作のスペースを備えているものも多い。日本でも1980年代ごろから、作家などの自主運営によるスペースが少しずつ産まれてきた。

### 民間のギャラリー
民間の商業的なギャラリーは、画廊側が選択した作品を展示する「企画画廊」と、スペースを一定期間ごとに作家に貸す「貸画廊」に分けられる。さらに企画画廊は、専属の作家のマネジメントから、販売迄の一次流通を手がける「プライマリ・ギャラリー」と、既に亡くなった作家や転売作品を主に扱い、二次流通を支える「セカンダリ・ギャラリー」に分類される。なお、1つの画廊が、企画画廊と貸画廊を兼ねる場合（ある時期はスペースを貸しつつ、ある時期は自主企画を行う、というケース）もある。
企画画廊はアートディーラー（美術商）が経営し、展示・陳列した作品を顧客(製作物の購入者)に販売することで金品の授受が成立し利益となるのが普通で、貸画廊は作者(製作物の作者)から施設の利用料金と、売り上げに応じた手数料がギャラリーの利益となる料金システムを採用している場合が多い。

### 現代美術を扱うギャラリー
一般に、ギャラリーには、それぞれ得意分野があるが、現代美術を主として扱うギャラリーが存在する。現代美術の作品はほとんどの場合、ごく限られたコレクターを販売対象としており、一般の観客に対する商品価値を具えていないと見なされていたことから、日本では現代美術を取り扱うギャラリーは、貸画廊であることが多かった。また、そのようなギャラリーは、現代美術のみを取り扱うギャラリーであることも多い。しかし90年代頃より日本でも現代美術を専門に扱う企画画廊が増えつつ有り、それに伴って貸し画廊の比率は下がっている。
世界的には貸し画廊が稀であるため、現代美術家は画廊に作品を持ち込むなどしてアートディーラーと契約し、美術家はアートディーラーの求めに応じて作品を制作し、アートディーラーは富裕層や美術愛好家などに作品を販売する。

### 写真ギャラリー
主に写真を展示するギャラリーも存在する。
カメラやフィルム製造企業が経営しているメーカー系ギャラリーが存在し、写真家に発表の場を提供している。日本では写真家の新人の発表はそのような貸しギャラリーで行われることが多い。大きな写真の賞（木村伊兵衛写真賞や土門拳賞など）の発表の場として、写真表現の発展に貢献している。
自主ギャラリーではワークショップを行っているところもあり、それぞれのギャラリーの運営者とその利用者のあいだに師弟関係のようなものが生じ、ある種の派閥のようなものが形成されている。ただし、これらのつながりが写真表現の発展に貢献している面もある。
これら以外に、日本では少ないがオリジナルプリントの販売を目的としたギャラリーとしてツァイト・フォト・サロンなどがある。

## 主要な画廊地域
日本では東京の銀座、大阪の西天満などが画廊が集中する地域として知られてきたが、1990年代の日本の経済状況を反映し、主要画廊の廃業や移転が続き、2000年代にはかなり分散している。また日本でも欧米型の企画画廊やアートディーラーが増加しつつある。